# Guidan Doutchi (Aguié)
Guidan Doutchi (auch: Dan Laro, Gidan Doutchi) ist ein Dorf in der Stadtgemeinde Aguié in Niger.

## Geographie
Das Dorf befindet sich etwa drei Kilometer nordwestlich der Staatsgrenze zu Nigeria und rund 22 Kilometer südwestlich des urbanen Zentrums von Aguié, der Hauptstadt des gleichnamigen Departements Aguié, das zur Region Maradi gehört. Zu den Siedlungen in der näheren Umgebung von Guidan Doutchi zählen Guidan Galadima im Nordosten, Guidan Chinaou im Osten und Tapkin Guiwa im Westen.
Guidan Doutchi ist Teil der Übergangszone zwischen Sahel und Sudan. Die durchschnittliche jährliche Niederschlagsmenge beträgt hier zwischen 400 und 500 mm. Südwestlich von Guidan Doutchi erhebt sich der 496 m hohe und die Landschaft dominierende Hügel Kobadié.

## Bevölkerung
Bei der Volkszählung 2012 hatte Guidan Doutchi 2371 Einwohner, die in 311 Haushalten lebten. Bei der Volkszählung 2001 betrug die Einwohnerzahl 1789 in 228 Haushalten und bei der Volkszählung 1988 belief sich die Einwohnerzahl auf 1174 in 187 Haushalten.
Die Bevölkerungsdichte in diesem Gebiet ist für nigrische Verhältnisse hoch. In Guidan Doutchi wird die Sprache Hausa gesprochen.

## Wirtschaft und Infrastruktur
Das Gebiet der Ebenen im südlichen Teil der Region Maradi, in dem Guidan Doutchi liegt, ist von einer anhaltenden Degradation der ackerbaulichen Flächen gekennzeichnet, die mit der hohen Bevölkerungsdichte in Zusammenhang steht. Im Dorf ist ein Gesundheitszentrum des Typs Centre de Santé Intégré (CSI) vorhanden. Es gibt eine Schule.